# تراكي
تراكي (بالبيلاروسية: Трокі )‏ هي مدينة، في ليتوانيا، والاتحاد السوفيتي، وليتوانيا، تقع في Trakai District Municipality ‏، وDuchy of Trakai ‏، وTroki uezd ‏، بلغ عدد سكانها 4,430 نسمة وذلك حسب إحصائيات سنة 2017، تبلغ مساحتها 497 كيلومتر مربع، و11.5 كيلومتر مربع، رمزها البريدي هو LT-21001.

## مدن توأم
المدن التوأم:
- برنبورغ
- نوفي سونتس
- راينه
- ألانيا
- بورنه، أوفرآيسل
- ترجوفيشت
- Yavoriv [الإنجليزية]‏
- ايفانو-فرانكيفسك
- لوتسك.

## أعلام
- ستيبوناس بابروسكاس